# آل الشرفاء (لودر)

تعديل مصدري - تعديل

آل الشرفاء هي إحدى قرى عزلة زارة بمديرية لودر التابعة لمحافظة أبين، بلغ تعداد سكانها 90 نسمة حسب تعداد اليمن لعام 2004.